# Soraya Rahim Sobhrang
Soraya Rahim Sobhrang (en persa: ثریا رحیم صبحرنگ‎) (Herat, siglo XX) es una política, médica y activista de derechos humanos afgana.

## Trayectoria
Sobhrang nació en Herat y completó sus estudios de medicina en la Universidad de Kabul. Posteriormente emigró a Alemania. En 1981, regresó a Afganistán para trabajar como viceministra técnica y política en el Ministerio de Asuntos de la Mujer.
En marzo de 2006, fue nombrada ministra de Asuntos de la Mujer por el presidente Hamid Karzai, aunque su candidatura no fue aprobada por la Cámara del Pueblo.
También ejerció como comisaria de derechos de la mujer de la Comisión Independiente de Derechos Humanos de Afganistán, siendo la responsable de la vigilancia, protección y promoción de los derechos de la mujer en todo Afganistán. Por su papel como activista en pro de los derechos humanos en Afganistán, ha sufrido acoso, difamaciones y amenazas de muerte.

## Reconocimientos
Recibió el Premio Front Line 2010 para Defensores de Derechos Humanos en Riesgo.